# Ferdinand Hérold
Louis Joseph Ferdinand Hérold (Paris, 28 de janeiro de 1791 — 19 de janeiro de 1833), foi um compositor francês.

## Juventude e Prix de Rome
De origem alsaciana, Ferdinand Hérold era filho único de François-Joseph Hérold (1755-1802), pianista e compositor, e de Jeanne-Gabrielle Pascal, e também neto de organista, Nicolas Hérold, pelo que cresceu numa atmosfera musical. Entrou no Hix aos seis anos, e seguiu paralelamente cursos de teoria musical com François-Joseph Fétis (futuro editor de «La Revue musicale»). Aos sete anos sabia tocar piano e começou a compor.
O seu pai opunha-se a que fizesse carreira musical mas a sua morte em 1802 permitiu a Ferdinand tomar em mãos o projecto com mais realismo. Entrou para o Conservatorio Nacional Superior de Música e de Dança de Paris em 1806, onde teve como professores o seu próprio padrinho Louis Adam (pai do compositor Adolphe Adam) no piano, Charles Simon Catel em harmonia, Rodolphe Kreutzer no violino e Étienne Nicolas Méhul em composição.
Em 1810 ganhou o primeiro prémio de piano, com uma peça ele mesmo que tinha composto, o que nunca antes ocorrera. Partiu para Roma com os escultores François Rude e David d'Angers em 1813 depois de ganhar o prestigiado Prix de Rome de 1812. Na primavera, compôs a sua primeira sinfonia.

### Primeiras obras, primeiros triunfos, primeiros fracassos
Em 1815 partiu para se instalar em Nápoles por razões de saúde. Aí compõe várias obras, entre elas a sua segunda sinfonia e três quartetos para instrumento de corda. A sua primeira ópera, La Gioventù di Enrico Quinto (La jeunesse d’Henri V) foi representada no Teatro del Fondo, sob o pseudónimo de Landriani. Apesar de os compositores franceses serem geralmente mal recebidos, teve o acolhimento do público mas não dos compositores napolitanos. Murat comprometeu-se mesmo em ensinar piano às suas filhas, embora antes disso tenha tido de deixar a Itália. Esteve na Áustria, onde Metternich o empregou alguns meses, em Munique e na Suíça e regressou a Paris.
Então adquire fama graças a uma ópera escrita em colaboração com Boïeldieu, Charles de France (1816). Também conheceu êxito nesse mesmo ano com uma segunda ópera, Les Rosières, dedicada ao seu amigo e professor Méhul. Se La clochette (1817) foi também um êxito, tal não foi o caso das óperas seguintes Premier venu e Les troqueurs (1819). A má escolha dos libretos comprometeu também L’amour platonique e L’auteur mort et vivant. Hérold, decepcionado, decidiu então abandonar a ópera.
Em 1821 chegou a ser assistente no Théâtre italien e viajou para Itália para recrutar cantores. Recuperou a saúde e a inspiração. Regressou à ribalta com uma nova ópera Le Muletier (1823) segundo libreto de Paul de Kock, Lasthénie e professou admiração pela Espanha depois da vitória francesa de Trocadéro para apresentar Vendôme en Espagne, em colaboração com Daniel Auber (1823). Em 1824, o Opéra comique encomendou-lhe Le roi René. Continuou enquanto isso a trabalhar para o Théâtre italien onde chegou a ser maestro de coro (1826).

## Maturidade

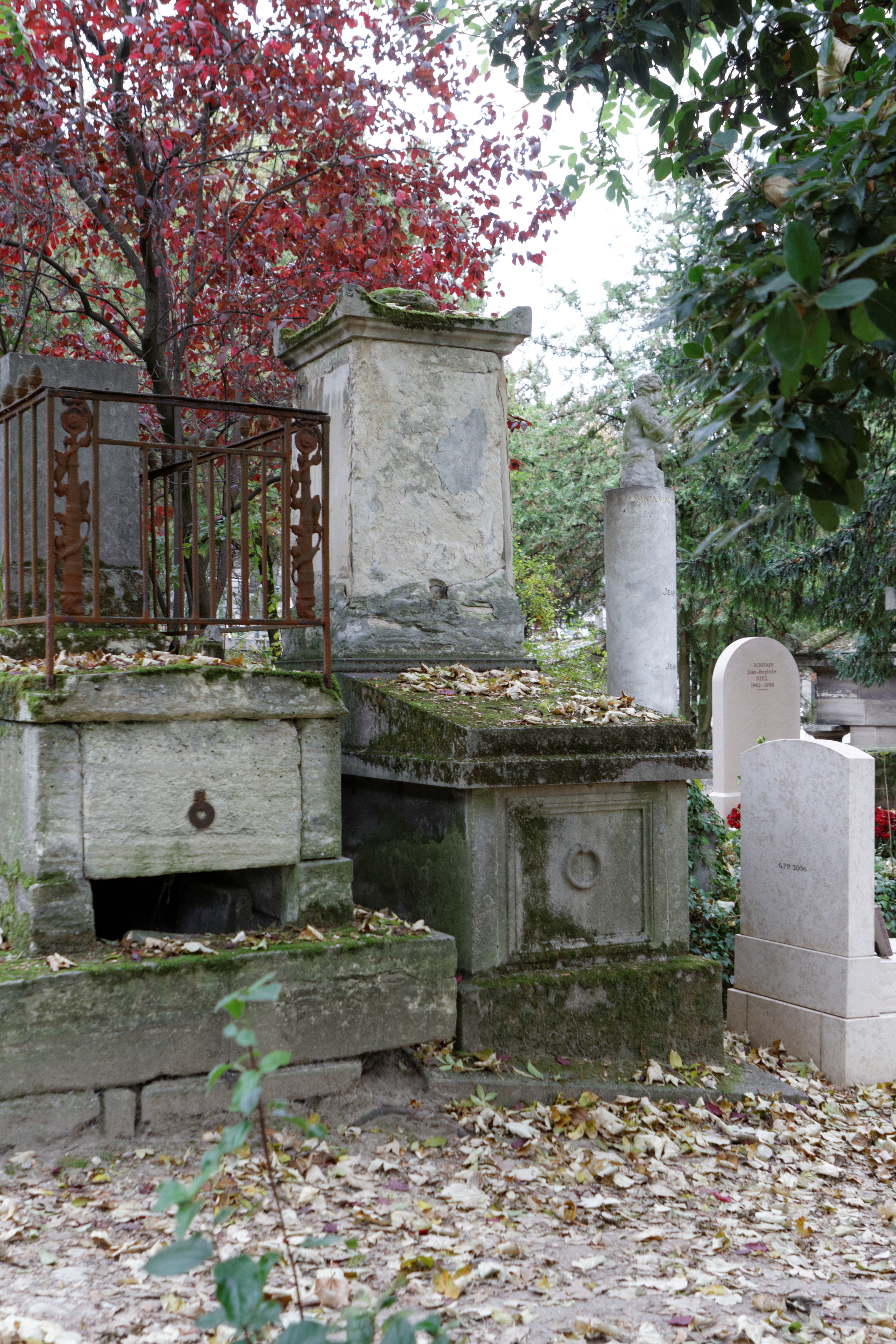
Vista da sepultura de Ferdinand Hérold, no Cemitério de Père-Lachaise, em Paris, França.

Herold escreveu sempre muito e alternou fracassos —Le lapin blanc (1825), L’illusion (1829) — e êxitos — Marie (1826), Emmeline (1830). Foi também empregado na Opéra Garnier e nomeado cavaleiro da Légion d’Honneur (1828). 
Em 1827 casou com Mlle. Rollot (1806-61). Em 1828 o casal teve um filho, Ferdinand Hérold (1828-82), futuro prefeito de Seine.
Em 3 de maio de 1831 estreou a sua mais célebre ópera, Zampa, que foi um triunfo em França e Alemanha, onde ainda se representa por vezes. Depois de colaborar em La marquise de Brinvilliers (com Boïeldieu y Auber, entre outros) e escrever La Médecine sans médecin (1832), compôs o que é sem duvida hoje sua obra a mais conhecida, Le pré aux clercs (1832). Um meis depois que estreiou, no janeiro de 1833, Herold morreu de tuberculose. Foi enterrado no cemitério de Père Lachaise. Deixou uma ópera inacabada, Ludovic, que foi terminada por Halévy.
A rue d’Argout, onde estava a sua casa natal, em Paris, (10, rue Herold, no 1.º arrondissement de Paris) tem o seu nome desde 1881.

## Obras

### Óperas
- 1815 - La gioventù di Enrico quinto.
- 1816 - Charles de France ou Amour et gloire (com Boïeldieu).
- 1816-17 - Corinne au Capitole.
- 1817 - Les rosières.
- 1817 - La clochette ou Le diable page.
- 1818 - Le premier venu ou Six lieues de chemin.
- 1819 - Les troqueurs.
- 1819 - L'amour platonique.
- 1820 - L'auteur mort et vivant.
- 1823 - Le muletier.
- 1823 - Vendôme en Espagne (com Auber).
- 1825 - Le lapin blanc.
- 1826 - Almédon ou le monde renversé, renommé Marie.
- 1829 - L'Illusion.
- 1829 - Emmeline.
- 1830 - L'auberge d'Auray.
- 1831 - Zampa ou La fiancée de marbre.
- 1831 - La marquise de Brinvilliers (com Auber, Batton, Berton, Blangini, Boïeldieu, Carafa, Cherubini e Paer).
- 1832 - La médecine sans médecin.
- 1832 - Le pré aux clercs.
- 1833 - Ludovic (completada por Halévy).

### Ballets
- 1827 - Astolphe et Joconde ou Les Coureurs d'aventures.
- 1827 - La Somnambule ou L'Arrivée d'un nouveau seigneur.
- 1828 - La fille mal gardée.
- 1828 - Lydie.
- 1829 - La Belle au bois dormant.
- 1830 - La Noce de village.

### Outras
- 1812 - La duchesse de La Vallière ou Mme. de Lavallière (que lhe valeu o Prix de Rome).
- 1813 - Symphonie n.° 1 en do majeur.
- 1814 - Trois quatuors pour instruments à cordes.
- 1815 - Symphonie n.° 2 en ré majeur.

Herold também compôs 3 concertos, 6 sonatas e 57 composições para piano.